# Asselburg
Asselburg (auch Burg Assel, Asleburch, Asleburg oder Hesleburg) war eine Burg westlich von Hohenassel, heute ein Ortsteil von Burgdorf im Landkreis Wolfenbüttel in Niedersachsen.

## Beschreibung
Die Burgstelle der Asselburg befindet sich am Ende eines nach Nordosten reichenden Sporns einer kleinen Erhebung. Im Südwestteil der Fläche verläuft eine bogenförmige Abschnittsbefestigung, die aus zwei Wällen und einem dazwischen liegenden Sohlgraben besteht. Im 19. Jahrhundert soll zudem noch eine Mauer vorhanden gewesen sein. Auf den anderen Seiten genügten offenbar steile Abhänge als Schutz der Burg. Heute ist die Befestigung auf einer Länge von 130 m erhalten und läuft an den Enden aus. Die Gesamtbreite von Wällen und Graben beträgt 36 m. Der Außenwall erhebt sich 5 m über die Grabensohle bzw. max. 1,50 m über die äußere Umgebung. 
Ab 1779 wurde nördlich der Burgstelle ein Herrenhaus errichtet, das heutige Schloss Burgdorf.

## Geschichte
Um 933 soll auf der Asselburg Bernward geboren worden sein, 983–1022 Bischof von Hildesheim. Andere Quellen nennen das Geburtsjahr Bernwards um 950 und um 960.
Thietmar von Merseburg berichtet in seiner zwischen 1013 und 1018 verfassten Chronik, dass im Jahr 984 sich auf der Asselburg, dem Besitz des Grafen Eckhard I., die Parteigänger König Ottos III. zusammenschlossen und dort unter der Führung des sächsischen Herzogs Bernhard I., unterstützt vom Mainzer Erzbischof Willigis, einen gemeinsamen Feldzug gegen Heinrich den Zänker vorbereiteten. Der Besitzer der Burg wird aber in dieser Nachricht nicht genannt. 
Erst 1143 tritt die Asselburg mit dem sich danach benennenden Grafengeschlecht, einem Zweig der Grafen von Winzenburg, wieder in das Licht der historischen Überlieferung. Nach dem Aussterben der Grafen 1170 erhob Heinrich der Löwe Anspruch auf das Erbe, da er mütterlicherseits mit den Grafen von Assel verwandt war, doch verkaufte es die Witwe des letzten Grafen 1186 an den Bischof von Hildesheim. Dieser einigte sich im selben Jahr mit Heinrich dergestalt, dass beide das Erbe aufteilten. Die Asselburg ging an den Herzog und 1202 an dessen Sohn Otto IV. Danach erscheint die Burg nicht mehr als solche in den Quellen, wahrscheinlich weil sie in ihrer Bedeutung durch die nahe gelegene, stärker befestigte Burg Lichtenberg abgelöst wurde. In der Folge war die Burg auch im Besitz anderer geistlicher Herren neben dem Bistum Hildesheim. Auf ihr saß wohl ein 1598 ausgestorbenes Ministerialengeschlecht von Assel.

## Besitzer

### Grafen von Assel
- Um 873 tritt ein Graf Riedag/Ricdag (Winzenburger Nebenlinie) von Assel auf, der Gründer des Klosters Lamspringe und Erbauer der Burg Winzenburg. Seine Frau Emhild/Irmhildis war vermutlich aus dem Verwandtenkreis der Immedinger und des Grafen Immed/Immat, des Gründers des Klosters Ringelheim. Ihre gemeinsame Tochter Ricburga soll die erste Äbtissin in Lamspringe gewesen sein.

- - Eckhard I. von Assel, 947–950 Graf von Assel[5] aus der Adalbero-Sippe.[6]
    - Frederun ⚭ Hermann Graf von Schwalenberg († vor 1018).
    - Eckhard II. von Assel.
    - Hathwig oder Hedwig von Assel († vor 1018) ⚭ Graf Altmann von Oelsburg († 1000/03). Ölsburg ist heute ein Ortsteil von Ilsede. Altmann war im Besitz der Burg Ölsburg und der Stederburg, heute als Steterburg ein Ortsteil von Salzgitter-Thiede. Als Witwe gründete Hedwig mit ihrer Tochter auf dem Gutshof der Stederburg das Jungfrauenkloster Stift Steterburg und ließ die Burg Ölsburg in ein Chorherrenstift umwandeln.
      - Erkanbald († 17. August 1021), 997–1011 Abt von Fulda und von 1011 bis zu seinem Tod Erzbischof von Mainz.[7]
      - Frederunda († 16. März 1020), Stifterin und erste Äbtissin des Stifts Steterburg.[8]

- Heinrich I. von Assel († 1107) war 1084–1090 Bischof von Paderborn und 1102–1107 Erzbischof von Magdeburg. Er wurde 1084 vom Paderborner Domkapitel zum Bischof gewählt und vom Papst im Amt bestätigt. Als Gegenbischof wurde Heinrich II. von Werl von Kaiser Heinrich IV. eingesetzt, der ihm 1084 vor den Toren Roms das Paderborner Bistum übertrug. Heinrich von Assel konnte sich als Parteigänger des Papstes nicht durchsetzen und wurde vertrieben.

- Hedwig von Assel-Woltingerode[9] ⚭ Hermann I. von Winzenburg ?
  - Heinrich (von Winzenburg) Graf von Assel (um 1110/15–1146) stand im Schatten seines Bruders Hermann II.[10]

- - ⚭1.) Eufemia von Vohburg, Tochter des Grafen Diepold III.
    - Otto (von Winzenburg) Graf von Assel (um 1130 – 31. August 1171/75) ⚭ Salome[11] († nach 1185; Tochter des Grafen Goswin II. von Heinsberg[12] und Schwester des Erzbischofs von Köln Philipp I. von Heinsberg). Das Paar hatte keine männliche Nachkommen. 1166/67 beteiligt er sich am Kampf gegen Heinrich der Löwe. Am 15. August 1186 auf der Malstätte von Holle verzichtete zugunsten des Adelog auf die Güter von den Lichtenbergen bis Mölme. Oedelum fiel an das Kloster Loccum. Die Braunschweiger Herzöge, die Ansprüche erhoben, bekamen den östlichen Teil. Damit entstand die Grenze zwischen dem Bistum Hildesheim und dem Herzogtum Braunschweig. Nach Salomes Tod übernahm Heinrich der Löwe trotzdem die Burg mit den dazugehörigen Ländereien und dem sonstigen Inventar. Nur die Burgkirche mit ihren Anlagen und Landbesitz überließ er dem Bischof. Die Welfen, die sich auf die Burg Lichtenberg zurückzogen überließen die Asleburg Vögten zur Verwaltung.
      - Adelheid († 25. Dezember 1185) ⚭ 1183 Adolf III.

  - ⚭2.) Richenza von Immenhausen, Tochter des Grafen Dudo; Witwe des Siegfried IV. von Boyneburg
    - Sophie (* 1145) ⚭ Rottmann I. Graf von Himstedt[13]

Der Bischof Adelog von Hildesheim erwarb 1186, nach Salomes Tod, die Asselschen Güter.

### Spätere Besitzer

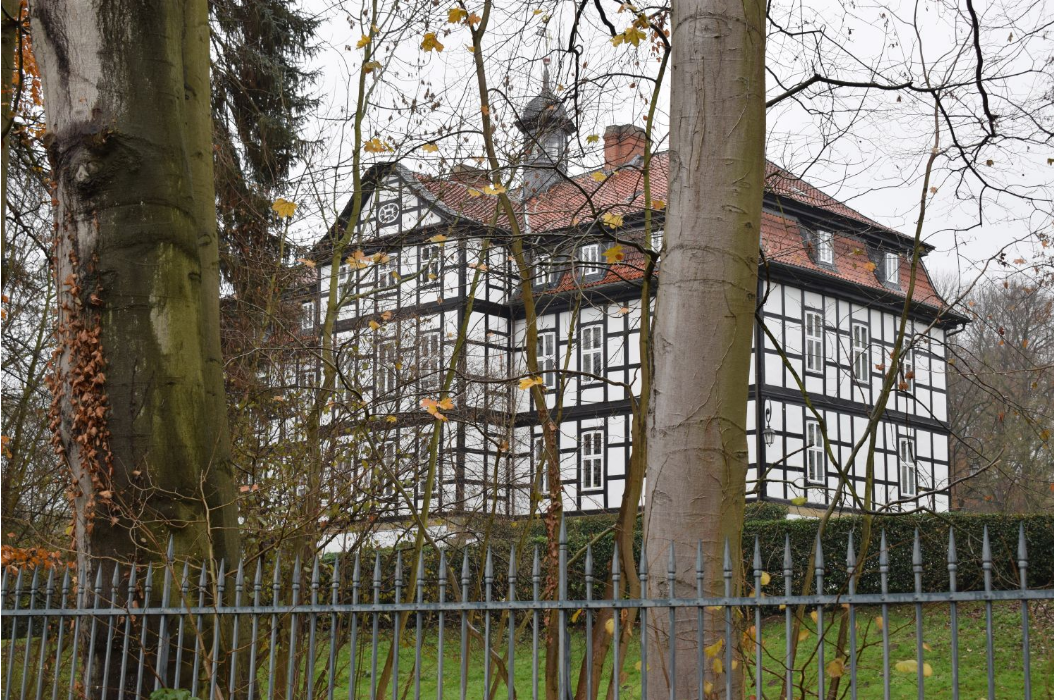
Schloss Burgdorf heute

Als 1596 das Geschlecht von Assel ausstarb, wurde Arndt von Kniestedt, dessen Großmutter aus dem Geschlecht derer von Assel stammte, vom Herzog Heinrich Julius von Braunschweig mit den Gütern der Familie von Assel belehnt. In den Jahren 1779 bis 1783 erbaute die Familie von Kniestedt hier ein neues Herrenhaus. Dieses „Schloss Burgdorf“ genannte Haus befindet sich heute in Privatbesitz. 1834 fiel das Gut an das Herzogtum Braunschweig zurück, das dieses zunächst verpachtete und am 6. Dezember 1845 an Carl August Adolf Freiherr von Cramm verkaufte, dessen Urgroßmutter wiederum aus dem Geschlecht derer von Kniestedt stammte und eine Enkelin des oben genannten Arndt von Kniestedt war. Dessen Familie hielt das Gut bis 1910 in ihrem Besitz.